# ميلينا سميت
ميلينا سميت هي ممثلة إسبانية ولدت في5 أكتوبر 1996.